# Plaça del Primer d'Octubre (les Borges Blanques)
La Plaça del Primer d'Octubre, o Plaça de l'1 d'Octubre, anteriorment Plaça de la Constitució, és una plaça al nucli de les Borges Blanques (les Garrigues) inclosa a l'Inventari del Patrimoni Arquitectònic de Catalunya. L'ajuntament ha fet un recull d'edificis i altres elements mereixedors de formar part del patrimoni arquitectònic de la comunitat on hi figura aquest espai, qualificat de primer grau. En una futura aprovació del pla d'ordenació urbana, aquesta plaça queda emmarcada d'una protecció, avui inexistent.
Plaça porticada de forma irregular, més aviat allargada. Està situada al centre històric de la població, el centre del triangle que formen el Convent del Carme, la Capella i l'església; els primers edificis s'han datat en època medieval, entre els segles xiv i xv. Les arcades, cinquanta-una en total, es feren posteriorment. Els porxos han estat molt modificats en diverses restauracions durant els segles, donant lloc a un conjunt desigual, tot i que no han perdut la seva rusticitat i robustesa, pròpies de l'arquitectura rural del moment.
Podem trobar edificis representatius de diverses èpoques, tot i que alguns han estat parcialment modificats, destaquen alguns casals amb elements renaixentistes. Les portes i façanes estan fetes de grans carreus ben escairats en la seva majoria, tot i que avui n'hi ha algunes que s'han arrebossat o bé fetes de petites pedres sense desbastar. Destaquen també les cornises força treballades; una llinda d'un balcó sobre la qual hi ha un escut que data de 1614 o també una gàrgola situada a la part superior d'un dels edificis.
La plaça ha estat durant molt de temps el lloc del mercat ambulant, centre comercial de la ciutat, així com testimoni dels episodis polítics i religiosos més destacats de la ciutat. És l'escenari principal de la festa major, la trobada de gegants i el correfoc.
L'actual nom de la plaça va ser aprovat en el ple municipal ordinari celebrat el 28 de març de 2018, i va ser oficialitzat en un acte institucional el dia 26 de maig de 2018. Des de l'any 2011 s'havia aprovat una moció per canviar la denominació de l'espai i anomenar-se simplement 'la Plaça'. El 2013 l'ajuntament va organitzar una consulta popular per ratificar el canvi de nom que es va acabar en un empat. El nom antic de Plaça de la Constitució al·ludia la carta magna espanyola de 1812.

## Història
1. ↑  «Les Borges estrena la plaça «1 d'Octubre» que substitueix la de la Constitució».   Nació Digital, 26-05-2018. [Consulta: 24 setembre 2018].
2. 1 2 3 4  «Plaça de la Constitució». Inventari del Patrimoni Arquitectònic de Catalunya.   Direcció General del Patrimoni Cultural de la Generalitat de Catalunya. [Consulta: 1r setembre 2015].
3. ↑  «Les Borges votarà canviar el nom de la plaça Constitució per “1 d'Octubre”».   Diari Segre, 24-03-2018. [Consulta: 24 setembre 2018].